# Khidr kán
Khidr vagy Hizr (tatárul Xızır, ? – 1361 augusztusa) egy évig az Arany Horda kánja.
Khidr egyike volt az Arany Horda zavaros időszakában egymást gyors egymásutánban váltó kánoknak. A kánságot alapító Batu kán vérvonalának kihalásával sorra jelentkeztek az állítólagos leszármazottak és távolabbi rokonok, akiket néhány hónapnyi uralkodás után valamelyik vetélytársuk meggyilkolt.
Khidr a feltételezések szerint Sibán, Batu öccsének leszármazottja volt. Az egyik korabeli történetíró szerint Szaszibuka, a Fehér Horda kánjának volt a fia. 1359-ben kikiáltotta magát kánnak. 1360 júniusában az emírekkel szőtt összeesküvés következményeképpen az akkori kánt, Nawrüzbéget elfogták és átadták Khidrnek, aki őt Üzbég kán befolyásos özvegyével, Tajdulával együtt megölette.
Khidr magához hívatta az orosz fejedelmeket, hogy hűségesküt tegyenek neki. Az Arany Horda területének nagy részét sikerült uralma alá hajtania és erős kézzel kormányzott.
Alig egyévnyi uralkodás után, 1361 augusztusában idősebbik fia, Temür Khavja összeesküvést szőtt ellene és kisebbik fiával együtt megölte.

## Fordítás
Ez a szócikk részben vagy egészben  a(z)   Хизр-хан című orosz Wikipédia-szócikk ezen változatának fordításán alapul.  Az eredeti cikk szerkesztőit annak laptörténete sorolja fel. Ez a jelzés csupán a megfogalmazás eredetét és a szerzői jogokat jelzi, nem szolgál a cikkben szereplő információk forrásmegjelöléseként.